# When Harry Met Sally...
When Harry Met Sally... é um filme estadunidense de 1989, do gênero comédia romântica, dirigido por Rob Reiner. É estrelado por Billy Crystal como Harry e Meg Ryan como Sally. A história segue os personagens a partir do momento que viajam juntos de Chicago até Nova Iorque e passam a se encontrar esporadicamente por 12 anos ou mais de encontros casuais em Nova Iorque. O filme levanta a questão "Os homens e as mulheres podem apenas ser amigos?" e avança muitas ideias sobre as relações que se tornaram conceitos domésticos e a "pessoa de transição".
As origens do filme vieram do retorno de Reiner a vida de solteiro após o divórcio. Uma entrevista realizada por Ephron com Reiner forneceu a base para Harry. Sally foi baseada em Ephron e alguns de seus amigos. Crystal entrou no elenco e fez suas próprias contribuições para o roteiro, fazendo Harry mais engraçado. Ephron forneceu a estrutura do filme com grande parte do diálogo baseado na amizade na vida real entre Reiner e Crystal. A trilha sonora é composta por padrões realizados por Harry Connick, Jr., com uma big band e orquestra arranjado por Marc Shaiman. Connick ganhou seu primeiro Grammy Award para melhor performance vocal masculino de jazz.
Columbia Pictures lançou o filme usando a "plataforma" técnica, que envolveu abri-lo em algumas cidades selecionadas, deixando um boca a boca positivo gerar interesse, e então gradualmente expandindo a distribuição ao longo de semanas subsequentes. When Harry Met Sally... arrecadou um total de 92,8 milhões de dólares na América do Norte. Ephron recebeu um British Academy Film Award, uma nomeação ao Oscar, e uma nomeação ao Writers Guild of America Award para seu roteiro. O filme está classificado em 23 na lista das melhores comédias estadunidenses segundo o American Film Institute e número 60 no Bravo em sua lista dos 100 filmes mais engraçados. No início de 2004, o filme foi adaptado para o palco em uma produção estrelada por Luke Perry e Alyson Hannigan.

## Sinopse
Após se formarem pela Universidade de Chicago, um casal de estudantes que se odeiam, viajam juntos para Nova Iorque. Cada um leva a sua vida e se veem esporadicamente, durante muitos anos, até que descobrem que estão apaixonados.

## Elenco
- Billy Crystal ....  Harry Burns
- Meg Ryan ....  Sally Albright
- Carrie Fisher ....  Marie
- Bruno Kirby ....  Jess
- Steven Ford ....  Joe
- Lisa Jane Persky ....  Alice
- Michelle Nicastro ....  Amanda Reese
- Gretchen Palmer ....  aeromoça
- Robert Alan Beuth ....  homem no aeroporto
- David Burdick ....  menino
- Joe Viviani ....  juiz
- Harley Kozak ....  Helen Helson
- Joseph Hunt ....  garçom
- Kevin Rooney ....  Ira Stone
- Franc Luz ....  Julian

## Produção
Em 1984, diretor Rob Reiner, produtor Andy Scheinman e escritora Nora Ephron se reuniram durante almoço no Russian Tea Room em Nova Iorque para desenvolver um projeto.  Reiner armou uma ideia para um filme que Ephron rejeitou. A segunda reunião foi transformada em uma longa discussão sobre a vida de Reiner e Scheinman como homens solteiros. Reiner lembra: "Eu estava no meio da minha vida de solteiro. Eu tinha sido divorciado por um tempo. Eu tinha sido uma série de vezes, todos esses desastrosos relacionamentos, confundindo um após o outro". A próxima vez todos eles se conheceram, Reiner disse que ele sempre quis fazer um filme sobre duas pessoas que se tornam amigos e não fazem sexo porque sabem que vai arruinar seu relacionamento, mas fazer sexo de qualquer maneira. Ephron gostou da ideia, e Reiner adquiriu um negócio em um estúdio.
Ela então começou a entrevistar Reiner e Scheinman sobre suas vidas, a fim de ter material sobre o qual a desenhar. Estas entrevistas também forneceram a base para Harry. Reiner estava constantemente deprimido, pessimista, mas muito engraçado. Ephron também teve pedaços de diálogo a partir dessas entrevistas. Sally foi baseada em Ephron e alguns de seus amigos. Ela trabalhou em vários projectos ao longo dos anos, enquanto Reiner fez Stand By Me e The Princess Bride. Billy Crystal vieram a bordo, quando o projeto foi chamado Boy Meets Girl e fez suas próprias contribuições para o roteiro, fazendo Harry mais engraçado. O comediante "experimentou indiretamente" de Reiner (seu melhor amigo na época) o retorno à vida de solteiro depois de se divorciar da comediante/cineasta Penny Marshall e no processo fez inconscientemente pesquisa para o papel de Harry.
Durante o processo de roteiro quando Ephron não estava com vontade de escrever, ela iria entrevistar pessoas que trabalhavam para a empresa de produção. Algumas das entrevistas apareceram no filme como os interlúdios entre certas cenas com casais falando sobre como eles se conheceram, embora o material foi reescrito e refeita com os atores. Ephron forneceu a estrutura do filme com grande parte do diálogo baseado na amizade na vida real entre Reiner e Crystal. Por exemplo, na cena em que Sally e Harry aparecem em uma tela dividida, falar ao telefone enquanto assistem a seus respectivos aparelhos de televisão, canal de surf, era algo que Crystal e Reiner faziam todas as noites.
Originalmente, Ephron queria chamar o filme como How They Met (em português, Como eles se conheceram) e passaram por vários títulos diferentes. Reiner até mesmo começou uma competição com a equipe durante a fotografia principal - Quem veio com o título ganharia uma caixa de champanhe A fim de entrar na mentalidade solitária de Harry quando ele estava divorciado e solteiro, Crystal ficou sozinho em um quarto separado do elenco e da equipe, enquanto eles estavam filmando em Manhattan. O roteiro inicialmente terminou com Harry e Sally ficando amigos e não perseguir um relacionamento romântico, porque ela sentiu que era "o verdadeiro final", como fez Reiner. Eventualmente, Ephron e Reiner perceberam que seria um final mais apropriado para que eles se casassem, apesar de admitir que esta não é, geralmente, um resultado realista.
Quando posou a questão central do filme, homens e mulheres podem ser apenas amigos, Ryan respondeu: "Sim, homens e mulheres podem ser apenas amigos. Eu tenho um monte de amigos platônicos, e sexo não ficar no caminho". Crystal disse: "Eu sou um pouco mais otimista do que Harry. Mas eu acho que é difícil. Os homens, basicamente, agem como cães vadios na frente de um supermercado. Eu tenho amigas platônicas, mas não melhor, melhor, melhores amigas".
Rob Reiner inicialmente imaginou a atriz Susan Dey para o papel de Sally Albright. Quando ela recusou, ele mais tarde considerou Elizabeth Perkins. Ele também considerou para o elenco Elizabeth McGovern. Molly Ringwald quase foi lançada, mas Meg Ryan convenceu Reiner para dar-lhe o papel.
As cenas que mostram vários casais contando como se conheceram são verídicas, tendo sido gravadas pelo diretor Rob Reiner especialmente para serem inseridas no filme. *"Harry" aparece lendo Misery, do escritor Stephen King, obra em que se baseou o filme seguinte dirigido por Rob Reiner.

### Cena do restaurante

A famosa cena do restaurante

Em uma cena com os dois personagens do título com um almoço no Katz's Delicatessen em Manhattan, o casal está discutindo sobre a capacidade do homem de reconhecer quando uma mulher está fingindo um orgasmo. Sally afirma que os homens não podem dizer a diferença, e para provar seu ponto, ela vividamente (completamente vestida) finge um enquanto outros clientes assistem. A cena termina com Sally regressando a sua comida e uma mulher que casualmente a observa (interpretada por Estelle Reiner) pede ao garçom: "Quero o mesmo que ela comeu". Quando Estelle Reiner morreu aos 94 anos em 2008, The New York Times se referiu a ela como a mulher "que deu à luz uma das falas mais graciosas e memoráveis na história do cinema". Esta cena foi filmada de novo e de novo, e Ryan demonstrou fingir orgasmos por horas. A cena do orgasmo foi filmada no restaurante Katz's Deli, em Nova Iorque, e a mesa onde ocorreu tem atualmente uma placa onde se lê: "Congratulations! You're sitting where Harry met Sally" ("Parabéns! Você está sentado onde Harry conheceu Sally"), e há outras espalhadas no restaurante que dizem "We hope you had what Sally had" (um trocadilho que pode significar "Esperamos que tenha consumido o mesmo que Sally" ou "Esperamos que você tenha conseguido o mesmo que Sally", em uma alusão divertida ao orgasmo).
Esta cena clássica nasceu quando o filme começou a se concentrar demais em Harry. Crystal se lembra de dizer: "Precisamos de algo para Sally falar sobre", e Nora disse: 'Bem, fingir orgasmo é uma grande', e imediatamente nós dissemos: 'Bem, o assunto é bom', e então Meg veio a bordo e nós conversamos com ela sobre a natureza da ideia e ela disse, 'Bem, por que eu não posso simplesmente falsificar, basta fazer um?'" Ryan sugeriu que a cena acontecesse em um restaurante, e foi Crystal, que surgiu com a frase clássica da cena - "Eu quero o que ela pediu". Em 2005, o orçamento foi listado em 33 na lista das 100 frases memoráveis do cinema do American Film Institute pela frase. Reiner recorda que em uma sessão de teste, todas as mulheres na plateia estavam rindo enquanto todos os homens ficaram em silêncio.
No outono de 2013, Improv Everywhere, em Nova Iorque no anual No Pants Day nos metrôs e várias acrobacias flash mob, convocaram e filmaram uma reencenação. Enquanto um casal sósia realizava a cena, 30 outros se juntaram como se fosse contagiosa. Equipe e clientes responderam em apreciação. As entrevistas de cinema e de acompanhamento são públicos.

## Trilha sonora
O álbum da trilha sonora de When Harry Met Sally... apresenta o cantor e pianista estadunidense Harry Connick, Jr.. Bobby Colomby, o baterista do grupo Blood, Sweat & Tears, era um amigo de Reiner e recomendou Harry Connick, Jr., dando ao diretor um fita da música do músico. Reiner foi atingido pela voz de Connick e como ele soava como um jovem Frank Sinatra. O álbum da trilha sonora do filme foi lançado pela Columbia Records em julho de 1989. A trilha sonora é composta por padrões realizados por Harry Connick, Jr., com uma big band e orquestra de Marc Shaiman. Connick ganhou seu primeiro Grammy para melhor performance vocal masculino de jazz.
Arranjos e orquestrações de "It Had to Be You", "Where or When", "I Could Write a Book", e "But Not for Me" foram realizadas por Connick e Shaiman. Outras canções foram realizados com os solos piano/vocais, ou com trio de Connick, Benjamin Jonah Wolfe no baixo e Jeff "Tain" Watts na bateria. Também aparecem no álbum são saxofonista tenor Frank Wess e guitarrista Joy Berliner. A trilha sonora ficou em #1 na revista Billboard no seu top de jazz tradicional e estava dentro do top 50 na Billboard 200. Connick também excursionou pela América do Norte em apoio a este álbum. Ele passou a atingir o estatuto de dupla platina.
As demais canções do filme são realizadas por vários artistas, tais como Louis Armstrong e Ella Fitzgerald, Frank Sinatra, Ray Charles, Bing Crosby, e Harry Connick, Jr..

## Recepção

### Bilheteria
Columbia Pictures lançou o filme usando a "plataforma" técnica que envolveu abri-lo em algumas cidades selecionadas deixando boca a boca positivo gerar interesse e distribuição, em seguida, se expandindo gradualmente ao longo de semanas subsequentes. Em sua semana de estreia, arrecadou 1 milhão de dólares em 41 cinemas. Billy Crystal estava preocupado que o filme teria fracasso nas bilheterias porque era contra vários filmes de sucesso de verão, como Indiana Jones and the Last Crusade e Batman. O filme entrou em grande lançamento em 21 de julho de 1989, e arrecadou $8.8 milhões de dólares americanos em sua semana de estreia em 775 cinemas.  Isso foi mais tarde expandido para 1,174 cinemas e o filme arrecadou um total de $92.8 milhões na América do Norte, bem acima do seu orçamento de $16 milhões.

### Recepção da crítica
Comentários sobre When Harry Met Sally... foram positivos. Tem uma classificação de 88% no Rotten Tomatoes, resumida na ideia de que: "comovente, engraçado filme de Rob Reiner definir um novo padrão para comédias românticas, e ele foi habilmente auxiliado pela interação nítida entre Billy Crystal e Meg Ryan". No Metacritic, o filme tem uma pontuação de 76 em 100, com base em 17 críticos.
O filme levou Roger Ebert a chamar Reiner "um dos melhores diretores de comédia de Hollywood", e disse que era "mais convencional, em termos de estrutura e da forma como preenche as nossas expectativas. Mas o que o torna especial, além do roteiro de Ephron, é a química entre Crystal e Ryan". Em um comentário para The New York Times, Caryn James chamou When Harry Met Sally... de um "filme muitas vezes engraçado, mas surpreendentemente oco "que" vidas romantizada da inteligente, bem sucedida, neuróticos nova-iorquinos"; James caracterizou como "a versão de comédia de um filme de Woody Allen, cheio de falas divertidos e cenas, todas infundidas com uma sensação desconfortável de déjà vu".
Avaliação de Rita Kempley no The Washington Post elogiou Meg Ryan como a "Melanie Griffith do Verão - Uma loira de cabelos mel que finalmente encontra uma vitrine para sua exuberância Nem ingênua nem vamp, ela é uma mulher de uma caneta de uma mulher, não uma Cinderella de Working Girl" Mike Clark, dos USA Today, deu ao filme três de quatro estrelas, escrevendo, "Crystal é engraçado o suficiente para manter Ryan de fora de tudo para roubar o filme. Ela, porém, é sensacional em uma performance de abrir os olhos, outra homenagem ao talento de Reiner com atores". David Ansen fornecido um dos comentários negativos raras do filme para a Newsweek. Ele criticou a escolha de Crystal para o elenco "não é de surpreender que ele lida com a comédia soberbamente, mas ele é muito legal e auto protecção ator para trabalhar como galã romântico", e sentiu que como um filme "de peças maravilhosas, isso não chega a somar".

## Principais prêmios e indicações
Oscar 1990 (EUA)
- Recebeu uma indicação na categoria de melhor roteiro original.

Globo de Ouro 1990 (EUA)
- Recebeu cinco indicações nas categorias de melhor filme - comédia/musical, melhor diretor, melhor ator - comédia/musical (Billy Crystal), melhor atriz - comédia/musical (Meg Ryan) e melhor roteiro.

BAFTA 1990 (Reino Unido)
- Venceu na categoria de melhor roteiro original.
- Indicado também na categoria de melhor filme.

American Comedy Awards 1990 (EUA)
- Venceu na categoria de ator mais engraçado (Billy Crystal) e atriz mais engraçada (Meg Ryan).